# フリーデリケ・ルイーゼ・フォン・プロイセン
フリーデリケ・ルイーゼ・フォン・プロイセン （Friederike Luise von Preußen、1714年8月29日 - 1784年2月4日）は、ブランデンブルク＝アンスバッハ辺境伯カール・ヴィルヘルム・フリードリヒの妃。プロイセン王フリードリヒ・ヴィルヘルム1世と王妃ゾフィー・ドロテアの3女として、ベルリンで生まれた。
1729年5月、同族であるブランデンブルク＝アンスバッハ辺境伯カール・ヴィルヘルムと結婚。4子をもうけたが、成人したのは2人だった。
- カール・アレクサンダー（1736年 - 1806年）
- ヴィルヘルミーネ・エレオノーレ（1743年 - 1768年）

なお、2年後の1731年に姉のヴィルヘルミーネが同じく同族のブランデンブルク＝バイロイト辺境伯フリードリヒ3世と結婚した。 

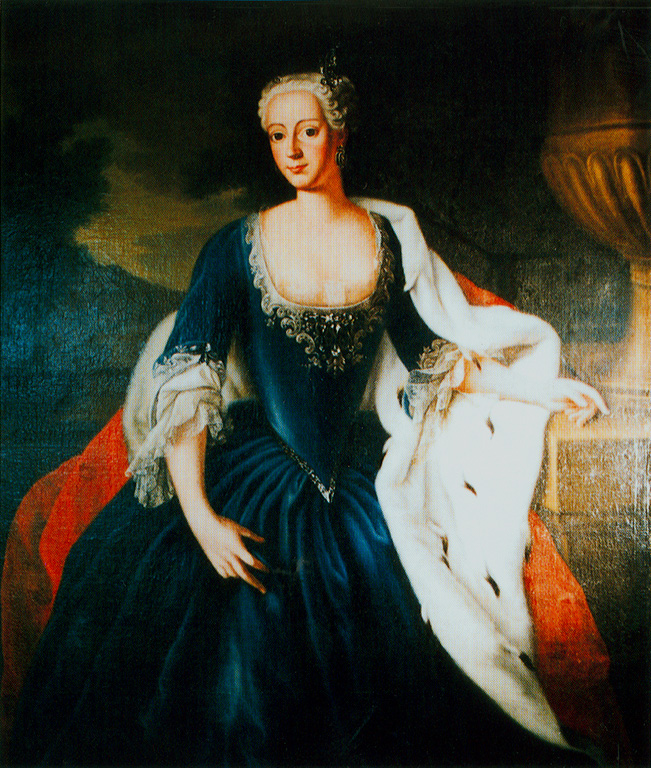
辺境伯妃フリーデリケ・ルイーゼ